# Réseau de régulation
Pour les articles homonymes, voir Réseau (homonymie).
Un réseau de régulation est un outil de modélisation de systèmes complexes  (avec des boucles de rétroaction), permettant d'étudier leur dynamique. Il peut être défini comme étant un ensemble d'entités en relation pouvant interagir les unes avec les autres et avec lui-même.

## Domaines d'utilisation

### Sciences du vivant
En Sciences du vivant, notamment en biologie, les réseaux de régulation sont à la base de modèles en plein développement[réf. nécessaire], permettant de mieux comprendre le fonctionnement des organismes vivants. On les rencontre à de nombreux niveaux d'organisation du vivant. L'approche la plus traditionnelle est celle des voies métaboliques, auxquelles on intègre les interactions entre protéines et / ou substrats. Cependant, des travaux récents se concentrent sur les gènes eux-mêmes. On étudie les interactions entre gènes (même si l'interaction entre ces gènes se fait par l'intermédiaire physique de protéines ou ARN), afin de simplifier la structure du réseau. Ceci permet de mieux comprendre les relations entre gènes au sein d'une cellule et, partant, de mieux comprendre la dynamique cellulaire au niveau du génome. In fine, il s'agit de mieux comprendre le « système cellule » dans sa complexité.